# Hear Nothing See Nothing Say Nothing
Hear Nothing See Nothing Say Nothing é o primeiro álbum de estúdio da banda inglesa de hardcore punk Discharge, lançado em 21 de maio de 1982 pela Clay Records.
O álbum é caracterizado por uma abordagem minimalista de música e letras, um som pesado, distorcido e barulho de guitarra e vocais gritados semelhantes a um discurso político, com letras sobre temas anti-guerra. AllMusic chama o som da banda de "barulho com muita velocidade" caracterizada por "explosões de ruído e barulhos ferozes".
O álbum é considerado muito importante na evolução das formas extremas do metal e da música punk, abrindo caminho para gêneros como thrash metal, black metal, crust punk e grindcore.

## Recepção e legado
A resposta da mídia para Hear Nothing See Nothing Say Nothing foi positiva. O álbum foi listado como o álbum punk número um de todos os tempos em uma pesquisa da revista Terrorizer. Na história do heavy metal do jornalista e escritor David Konow, ele chama o álbum de "uma obra-prima impiedosamente brutal". 
O grupo tocou regularmente em todo o Reino Unido, muitas vezes aparecendo com bandas como GBH e The Exploited, e o sucesso do álbum de estreia também os fez excursionar pelo Canadá, Estados Unidos, Itália, Iugoslávia, Holanda, Finlândia e Suécia.

## Lista de faixas
Todas as faixas escritas e compostas por Discharge (Cal Morris, Bones, Rainy and Garry Maloney). 
| Lado 1 |                                        |         |  |
| N.º    | Título                                 | Duração |  |
| 1.     | "Hear Nothing See Nothing Say Nothing" | 1:33    |  |
| 2.     | "The Nightmare Continues"              | 1:51    |  |
| 3.     | "The Final Blood Bath"                 | 1:42    |  |
| 4.     | "Protest and Survive"                  | 2:17    |  |
| 5.     | "I Won't Subscribe"                    | 1:39    |  |
| 6.     | "Drunk With Power"                     | 2:46    |  |
| 7.     | "Meanwhile"                            | 1:30    |  |

| Lado 2 |                                         |         |  |
| N.º    | Título                                  | Duração |  |
| 1.     | "A Hell on Earth"                       | 1:54    |  |
| 2.     | "Cries of Help"                         | 3:07    |  |
| 3.     | "The Possibility of Life's Destruction" | 1:17    |  |
| 4.     | "Q: And Children? A: And Children"      | 1:49    |  |
| 5.     | "The Blood Runs Red"                    | 1:36    |  |
| 6.     | "Free Speech for the Dumb"              | 2:18    |  |
| 7.     | "The End"                               | 2:32    |  |

| Faixas bônus de reedição do CD |                                        |                                                                           |         |  |
| N.º                            | Título                                 | Lançamento original                                                       | Duração |  |
| 15.                            | "Never Again"                          | Never Again (1981)                                                        | 2:23    |  |
| 16.                            | "Death Dealers"                        | Never Again (1981)                                                        | 1:44    |  |
| 17.                            | "Two Monstrous Nuclear Stockpiles"     | Never Again (1981)                                                        | 1:10    |  |
| 18.                            | "State Violence State Control"         | "State Violence, State Control" (1982)                                    | 2:45    |  |
| 19.                            | "Doomsday"                             | "State Violence, State Control" (1982)                                    | 2:40    |  |
| 20.                            | "Warning"                              | Warning: Her Majesty's Government Can Seriously Damage Your Health (1983) | 2:50    |  |
| 21.                            | "Where There Is a Will There Is a Way" |                                                                           | 2:06    |  |
| 22.                            | "In Defence of Our Future"             | Warning: Her Majesty's Government Can Seriously Damage Your Health (1983) | 2:07    |  |
| 23.                            | "Anger Burning"                        | Warning: Her Majesty's Government Can Seriously Damage Your Health (1983) | 2:31    |  |